# Rozseč, Žďár nad Sázavou
Rozseč là một làng thuộc huyện Žďár nad Sázavou, vùng Vysočina, Cộng hòa Séc.